# Ostende-Köln-Pullman-Express

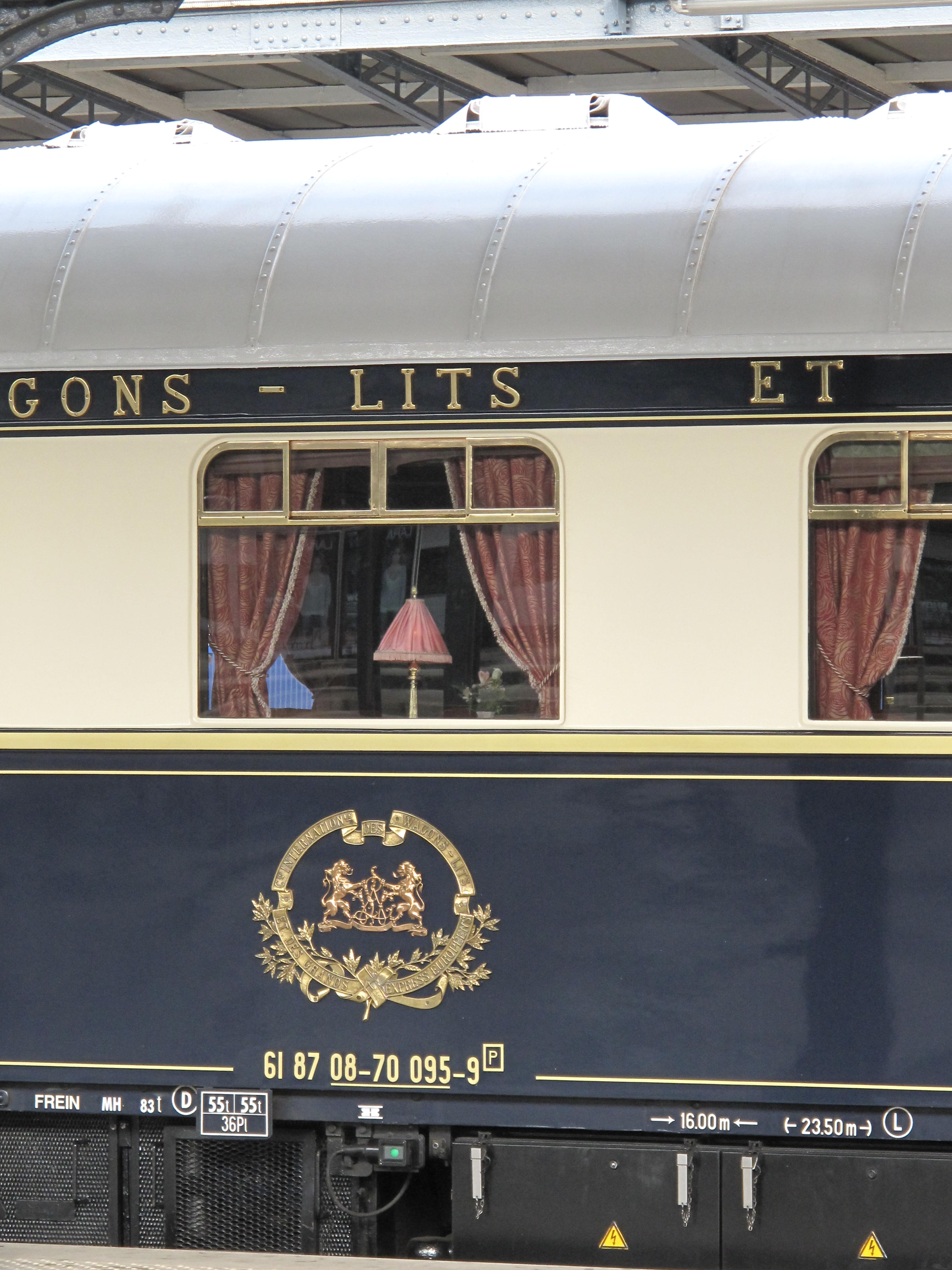
Detail eines CIWL-Pullmanwagens

Der Ostende-Köln-Pullman-Express war ein von 1929 bis 1939 verkehrender Pullman-Express. Der von der Compagnie Internationale des Wagons-Lits (CIWL) betriebene Zug war ihr einziger je in Deutschland fahrplanmäßig eingesetzter Pullman-Express und während seines Bestehens Teil der schnellsten Landverbindung zwischen London und Köln.

## Geschichte
Ab 1925 baute die CIWL mit neubeschafften Pullmanwagen ein Netz von Tageszügen auf, die ihr bislang überwiegend mit Schlafwagenzügen bedientes Netz von Luxuszügen ergänzte. Hinzu kamen einzelne Kurswagenläufe von Pullmanwagen in normalen Schnellzügen. Dieses Netz erstreckte sich überwiegend über Frankreich, Italien, die Schweiz sowie die Benelux-Staaten. Weitere Pullmanzüge richtete die CIWL auch in Rumänien und Ägypten ein.
Der Schlaf- und Speisewagendienst in Deutschland war nach dem Ersten Weltkrieg an die Mitropa übergegangen, die sich mit der CIWL erst 1925 auf eine Aufteilung der jeweiligen Interessensgebiete einigte. Der internationale Verkehr nach Belgien, Luxemburg und Frankreich war der CIWL zugesprochen worden, der Verkehr in die Niederlande der Mitropa. Vor allem im lukrativen Verkehr zu den Kanalhäfen für den Verkehr zwischen Großbritannien und dem Kontinent lieferten sich beide Gesellschaften einen intensiven Wettbewerb.
1927 war zwischen Ostende und Köln ein neuer Schnellzug eingeführt worden, der nur die 1. und 2. Wagenklasse führte. Dieser wurde am 27. Juni 1929 durch den neuen Pullman-Express ersetzt, der damit die schnellste und komfortabelste Tagesverbindung zwischen London und Köln bzw. dem Rheinisch-westfälischen Industriegebiet darstellte. Vom Hafen von Ostende bestand jeweils Anschluss von bzw. zu den Kanalfähren zum Hafen von Dover.
Mit Ausbruch des Zweiten Weltkriegs wurde der Zuglauf eingestellt und verkehrte letztmals am 3. September 1939. Er wurde, wie die meisten Pullmanzüge, nach dem Krieg nicht wieder eingerichtet. In gewisser Weise als Nachfolger kann der 1957 eingerichtete Trans-Europ-Express (TEE) Saphir mit dem Fahrtweg Ostende–Köln–Dortmund betrachtet werden, der ebenfalls vor allem dem Zu- und Abbringerverkehr zu den Kanalfähren nach Dover diente. Ab 1958 wechselte der deutsche Endpunkt von Dortmund nach Frankfurt/Main, ab 1971 begann und endete der Zug bereits in Brüssel. Mit dem Niedergang des TEE-Netzes wurde der Saphir schließlich 1979 eingestellt.

## Fahrplan

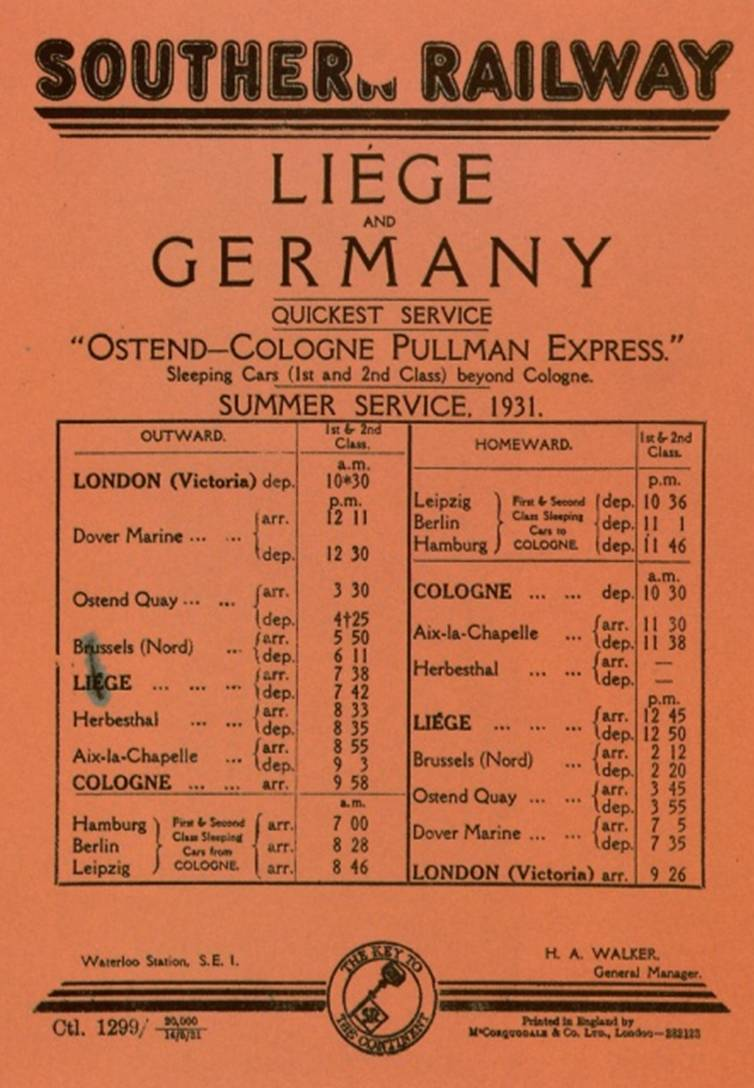
Fahrplan des Ostende-Köln-Pullman-Express im Sommer 1931

Der Fahrplan des Zuges war so ausgelegt, dass er eine vormittägliche Abfahrt jeweils in Köln Hbf und London Victoria ermöglichte. Durch den Anschluss von der Kanalfähre fuhr der Pullman-Express in Ostende daher am späten Nachmittag ab. Die abendliche Ankunft des Zuges in Köln bot Anschlüsse an diverse Nachtzüge nach Berlin, Hamburg oder Leipzig an. In der Gegenrichtung endete der Zug in Ostende am frühen Nachmittag, nach Umstieg auf die Fähre und in den Zug der Southern Railway ab Dover war London am Abend erreicht. Der CIWL war es damit möglich, den Umlauf zwischen Köln und Ostende mit einer einzigen Wagengarnitur relativ kostengünstig zu bestreiten.
Im Laufe der Jahre konnte der Zug zudem etwas beschleunigt werden.
|                 |    | 1929  | 1931  | 1939  |
| --------------- | -- | ----- | ----- | ----- |
| London Victoria | ab | 10:00 | 10:30 | 10:30 |
| Ostende Quai    | ab | 16:12 | 16:25 | 16:51 |
| Köln Hbf        | an | 21:58 | 21:58 | 21:35 |
| Köln Hbf        | ab | 9:22  | 10:30 | 11:08 |
| Ostende Quai    | an | 15:00 | 15:45 | 15:46 |
| London Victoria | an | 21:00 | 21:26 | 21:54 |

## Fahrzeugeinsatz

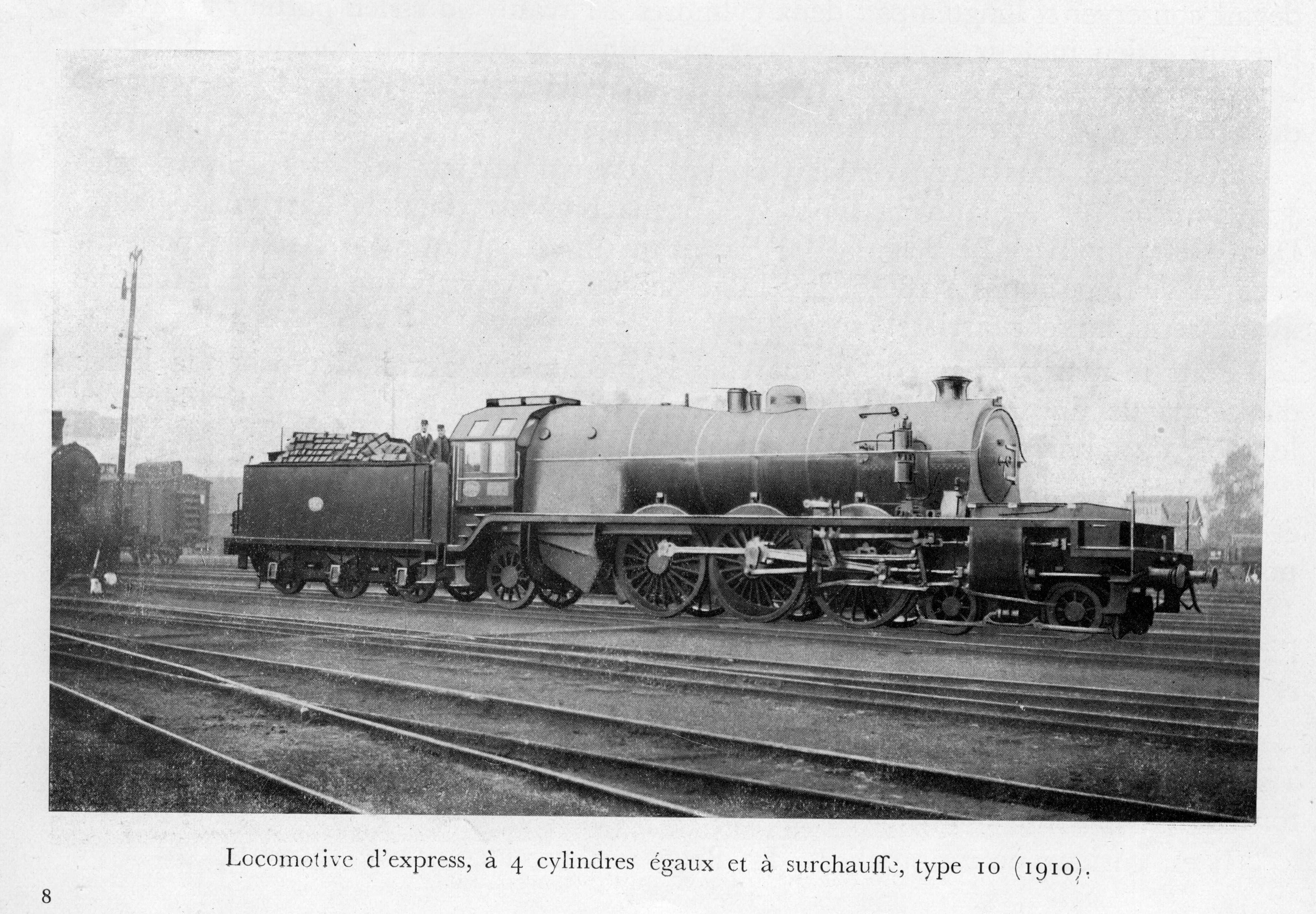
Die belgischen Pacifics der Reihe 10 wurden auch vor dem Ostende-Köln-Pullman-Express eingesetzt

Wie auch die anderen ab 1925 eingeführten Pullmanzüge der CIWL bestand der Ostende-Köln-Pullman aus Pullmanwagen sowie einem Gepäckwagen. Verwendet wurden in der Regel ausschließlich Pullmanwagen des Typs „Étoile du Nord“, der Gepäckwagen wurde von der SNCB gestellt. Bei seiner Einführung bestand der Zug aus zwei sogenannten „Couplages“, Pärchen aus je einem Pullmanwagen mit und einem ohne Küche. Einer der Wagen führte die 1. Klasse, die drei anderen die 2. Klasse. Aufgrund der schwachen Nachfrage in der Weltwirtschaftskrise wurde die Zuggarnitur bereits seit Anfang der dreißiger Jahre auf eine Couplage reduziert, bestehend aus einem 1.-Klasse-Wagen ohne Küche und einem 2.-Klasse-Wagen mit Küche. Gelegentlich wurde bei hohem Fahrgastaufkommen ein dritter Pullmanwagen beigestellt, dann als „Triplage“ bezeichnet. Von 1929 bis 1933 führte der Zug außerdem zwischen Ostende und Brüssel die Kurswagen für den Nord-Express von Ostende nach Berlin, Riga und Warschau.
Der vergleichsweise leichte Zug wurde in Belgien von den schwersten Loks der SNCB bespannt. Die belgische Staatsbahn setzt zwischen Ostende und Aachen ihre ab 1910 beschafften Pacifics der NMBS/SNCB-Reihe 10 ein. Auf dem kurzen Abschnitt von Aachen bis Köln wechselte die Deutsche Reichsbahn mehrfach den Lokeinsatz. Zunächst kamen die ehemals preußischen Loks der Baureihen 17.0-1 und 39.0-2 zum Einsatz, ab 1936 schließlich die neuen Einheitsloks der DR-Baureihe 03.